# Nahum Slouschz

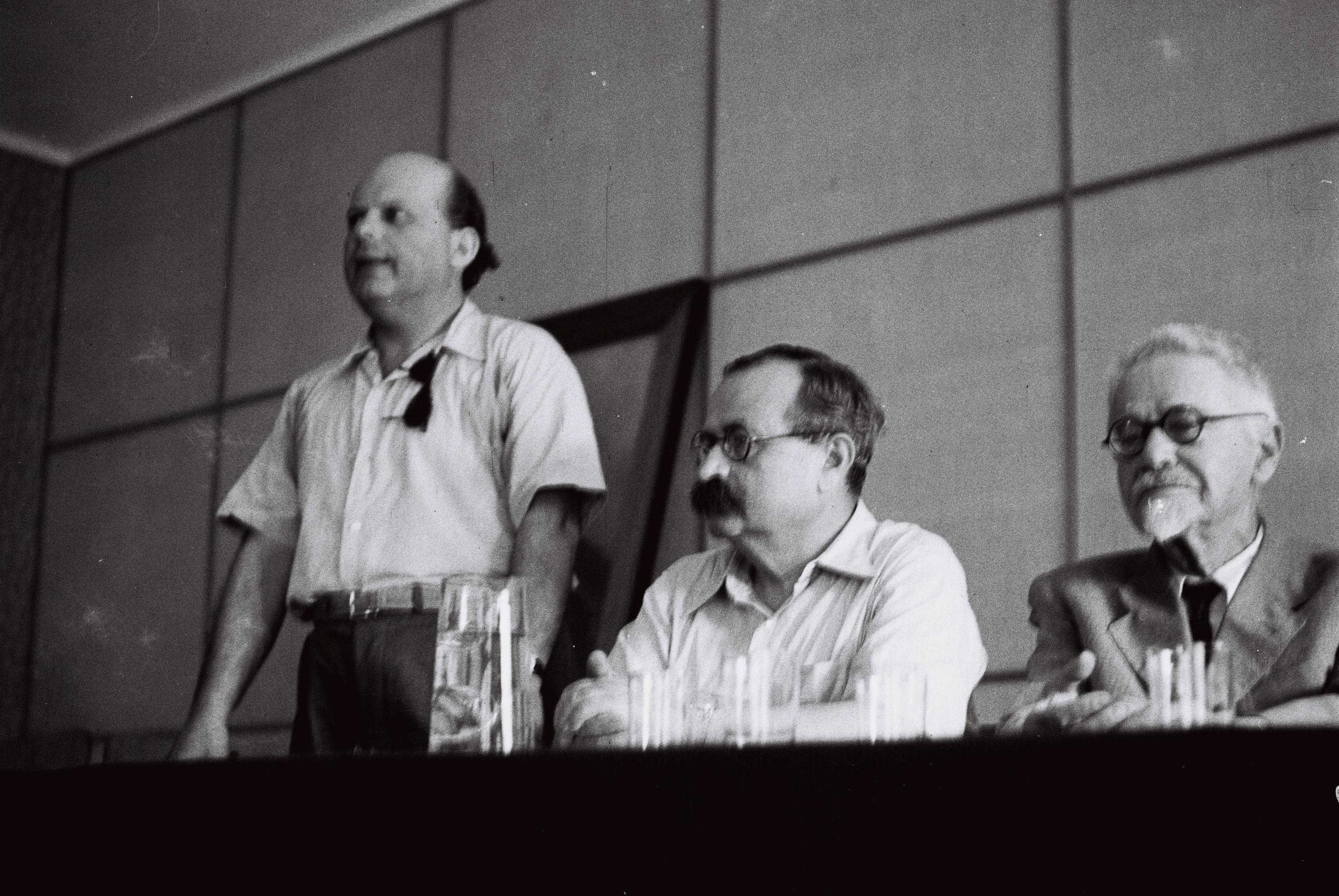
Nahoum Slouschz (à droite), Asher Barash et Shin Shalom (debout) lors d’une conférence d’écrivains hébraïques, Tel Aviv, 1948

Nahum Slouschz (en hébreu : נחום סלושץ) est un orientaliste hébraïsant d’origine russe (Smarhon, 1872 - Israël, 1966). 
Archéologue et historien, il est principalement connu pour sa thèse de doctorat, La Renaissance de la littérature hébraïque, publiée d'abord en français en 1902.

## Éléments biographiques
Né à Smarhon en Biélorussie, Slouschz grandit à Odessa où il fréquente l'école locale. Son père, David Shlomo Slouschz, rabbin et membre des Hovevei tsion pourvoit à son éducation religieuse. À dix-neuf ans, à  la tête des hovevei tsion d'Odessa, il tente de rejoindre la Palestine, afin de fonder une colonie agricole en Terre sainte. Sa tentative échoue, il rentre à Odessa. En 1896, il entame un voyage à travers l'Autriche et la Lituanie, se rendant ensuite en Égypte et de nouveau en Palestine.
Adolescent, Slouschz  collabore à des revues en hébreu et en russe. En 1898, il étudie la littérature et la philosophie à l'université de Genève. Fervent sioniste, il rencontre alors Théodore Herzl en Suisse qui le nomme secrétaire général de l’Organisation sioniste mondiale à Odessa. Il est également l’un des fondateurs de la Fédération suisse sioniste.
En 1900, il se rend à Paris, où il étudie les langues orientales. Il gagne sa vie en tant que correspondant de plusieurs journaux, dont Ha-Meliz et Ha-Zefirah. En 1902, il est nommé professeur à l'école normale de Paris, et en 1903 il obtient son doctorat de l'université de Paris, sa thèse étant « La Renaissance de la Littérature hébraïque » (Paris, 1903). Elle est ensuite révisée et étendue pour une publication en hébreu sous le titre Korot hasifrout Haivrit haHadasha Une version de cette thèse est également publiée en 1909 en anglais.
En 1904, il devient maître de conférences en littérature néo-hébraïque  à la même université.
De 1906 à 1912, Slouschz parcourt  l’Afrique du Nord pour étudier les origines et l’histoire des communautés juives. Il est le premier à étudier sérieusement l’histoire des communautés vivant dans les régions intérieures du Maghreb.  En 1906, Slouschz entame son premier voyage en Libye, en Tunisie, en Algérie et au Maroc où il est  envoyé  par la Mission scientifique du Maroc, grâce à ses relations avec son directeur, Le Chatelier. 
En 1919, il s'installe en Palestine où il commence des fouilles archéologiques autour de la Synagogue de Hammath, ce qui lui vaudra d'être surnommé par Zev Vilnay « le premier archéologue juif ». Il retourne en Afrique du Nord en 1926.
Il reçoit le prix Bialik pour la pensée juive en 1942, et en 1955, il est décoré de la Légion d'honneur.

## Œuvres
- Mah Ya'aseh ha-Adam we-lo Yeheteh (Jérusalem, 1890)
- Ha-Osher me-Ayin Yimmaze (Jérusalem 1892),
- Massa' be-Lita (jerusalem 1898);
- Kobez Sippurim (Varsovie, 1899),  nouvelles d’Émile Zola traduit en hébreu
- Keneset ha-Gedolah (Varsovie 1899);
- Massa' be-Mizrayim (Varsovie 1900);
- Ha-Kongres ha-Ziyyoni ha-Rebi'i (Varsovie 1901),
- Emil Zola ’hayyav  u-Sefarav (Varsovie1901)
- Ketabim Nivharim (7 vols. Varsovie 1904-1905), des extraits de Guy de Maupassant, traduit en hébreu et dont une monographie sur cet auteur par Slouschz.
- Judéo-Hellènes et Judéo-Berbères : recherches sur les origines des Juifs et du Judaïsme en Afrique E. Leroux, Paris 1909 - 270 pages
- Salammbô (Varsovie 1922), roman de Gustave Flaubert, traduit en hébreu
- Hébraeo-phéniciens et judéo-berbères: introduction à l'histoire des Juifs et du judaisme en Afrique Kraus Reprint, 1974 - 473 pages
- Etude sur l'histoire des juifs et du judaïsme au Maroc E. Leroux, Paris 1906
- ha-I Peli, ha-I G'erbah., Dvir, Tel Aviv, 1957, 354 p.
- Hakoanim asher beDjerba, Dvir, Jérusalem, 1924, 96 p.